# 5505 Rundetårn
5505 Rundetårn là một tiểu hành tinh vành đai chính với chu kỳ quỹ đạo là 1777.6666407 ngày (4.87 năm).
Nó được phát hiện ngày 6 tháng 11 năm 1986.